# 手性 (期刊)
《手性》（Chirality）是一种涵盖生理学和手性化学的同行评审学术期刊。
根据期刊引证报告，该杂志的影响因子是2.677（2009年）。编辑是约翰·考德威尔（利物浦大学，英国）和Nina D. Berova（哥伦比亚大学，美国）

## 脚注
1. ↑  .   [2013-10-01]. （原始内容存档于2012-09-19）.